# Oh, You Women!
Oh, You Women! er en amerikansk stumfilm fra 1919 af John Emerson.

## Medvirkende
- Ernest Truex som Abraham Lincoln Jones
- Joseph Burke som Joe Bush
- Bernard Randall som Alec Smart
- Gaston Glass som Jimmy Johnson
- Louise Huff som Mary Shelby